# Большая тупайя
Большая тупайя (лат. Tupaia tana) — млекопитающее семейства тупайевых.

## Внешний вид и строение
Тело длиною около 20 см, хвост такой же длины. Туловище вытянутое, длинная голова заканчивается узким заострённым рылом. Глаза большие, уши умеренной величины, с закруглённым краем. На передних и задних ногах по 5 пальцев, вооружённых небольшими, но острыми серповидными когтями. Мех тёмно-бурого, почти чёрного цвета. Пушистый хвост покрыт сравнительно короткими волосами, образующими вдоль него пробор. Сосков 4, на брюхе. Черепная полость сравнительно большая. Скуловая дуга хорошо развита и прободена. Барабанная кость образует пузырь (bulla). Зубов 38, именно с каждой стороны резцов 2/3, клыков 1/1, ложнокоренных 3/3, коренных 3/3. Обе кости предплечья и голени не срастаются. Предплюсна (metatarsus) только немного длиннее плюсны. Слепая кишка коротка.

## Распространение
Водится на Малайском архипелаге (Суматра и Борнео).

## Образ жизни и питание
Живёт на деревьях и ведёт дневной образ жизни. Питается насекомыми и растительной пищей.